# Penicillium dierckxii
Penicillium dierckxii Biourge – gatunek grzybów z klasy Eurotiomycetes. Mikroskopijne grzyby strzępkowe.

## Systematyka
Pozycja w klasyfikacji według Index Fungorum: Penicillium, Aspergillaceae, Eurotiales, Eurotiomycetidae, Eurotiomycetes, Pezizomycotina, Ascomycota, Fungi.
Po raz pierwszy opisał go w 1923 roku Philibert Melchior Joseph Ehi Biourge. Epitet gatunkowy pochodzi od nazwiska mykologa R.P. Dierckxa. Synonimy:
- Penicillium atrovirens G. Sm. 1963
- Penicillium charlesii G. Sm. 1933
- Penicillium charlesii var. rapidum S. Abe 1956
- Penicillium eben-bitarianum Baghd. 1968
- Penicillium fellutanum Biourge 1923
- Penicillium fellutanum var. nigrocastaneum S. Abe 1956

## Występowanie i siedlisko
Podano występowanie Penicillium diercksii w Ameryce Środkowej, Europie, Azji, Afryce, Japonii i na Nowej Gwinei. Grzyb glebowy. W Polsce wyizolowano go z gleby i korzeni pomidora i słonecznika.